# 恩里科·萨尔迪
恩里科·萨尔迪（義大利語：Enrico Sardi，1891年4月1日—1969年7月4日），意大利男子足球运动员，司职前锋。他曾代表意大利参加1912年和1920年夏季奥林匹克运动会足球比赛，分别获得第九名和第四名。